# 金庄龙王庙
金庄龙王庙是一座古建筑，建于清，位于山西省晋中市平遥县岳壁乡金庄村，金庄文庙东侧，与金庄文庙一墙之隔，有边门相通。现为晋中市金庄文物管理处办公场所。
金庄龙王庙规模很小，仅一进，左手的清代戏台的木构装饰华美。
1982年10月10日，金庄龙王庙公布为平遥县文物保护单位。
隔壁的金庄文庙仅在高考期间开放数日。需要从龙王庙边门进入，金庄文庙的“国保”标志碑也放在龙王庙院内。